# 1-во средно училище „Свети Седмочисленици“
Вижте пояснителната страница за други значения на Седмочисленици.
1 средно училище „Свети Седмочисленици“ е средно училище в град Търговище, община Търговище. Разположено е на адрес: ул. „Капитан Данаджиев“ № 22. в квартал Боровец. В него учат ученици от 1 до 12 клас. То е с общинско финансиране. Обучението се извършва в 2 учебни смени. Директор на училището е Петранка Ангелова.

## История
1 СУ „Свети Седмочисленици“ е наследник на Славейковото училище (днес музей), основано през 1846 г.
Възниква като взаимно училище, като отваря врати на 8 октомври. Училищната сграда на този тип училище се намирала в двора на църквата и била построена през 1848 г. След построяването на класното училище, сградата е била отстъпена на девическото училище.
Първият публичен изпит на учениците от взаимното училище е направен от Парашкева Константинов през 1848 г. През 1851 г. взаимен учител е Ст. И. Касапски, родом от Лясковец.
Значителен принос има дошлият през 1852 г. Спиридон Петров Грамадов. На 7 май 1852 г. по време на панаира, той закупува учебници за нуждите на учениците – 20 учебника по география, 10 по история, няколко граматики. Общината пък закупува взаимноучителни таблици, печатани в Румъния. С думите: „За школито масраф“ са записани разходите за мастило, тебешир и други.
Търговищенци цанили през 1856 г. за свой учител и Янко Дивитаков, който работи заедно със Спиридон Грамадов. Двамата имат твърде големи заслуги за развитието на образованието в града по това време. С изключителната си ерудираност се отличава Грамадов.
Учителите работели с три класа по предметната система. На 24 юни 1860 г. се съобщава за проведен годишен изпит и за показани добри резултати по география, история, граматика, аритметика.
На 13 юли 1860 г., по инициатива на Сп. Грамадов и Янко Дивитаков, се взема решение за построяване на нова сграда. За да се наберат средства се открива подписка, като първите 500 гроша дават двамата по-горе споменати учители. Според проф. Ст. Великов те дават и името на училището – „Свети Седмочисленици“. В открита подписка се посочва и основната цел на първите и големи дарители на новото школо:
| „ | … за вечно възпоминание и за повод и пример на потомствата – х.Илия х.Марков – 1500 гроша, хаджи Никифор и Стефан – 1500 гроша, х.Марку х.Велчев – 1500 гроша | “ |

Избират и нов учител – Петко Славейков. Поканата не е случайна. Търговищката общественост иска добри учители за своите деца. За това дават на Славейков и най-високата заплата, получавана от учител преди Освобождението на България от османско робство.
За голямото дело Спиридон Грамадов изпраща дописка до вестник „България“ в бр. 43 от 1863 г., а Славейков във вестник „Гайда“ със следните думи:
| „ | Прави се едно училище на името на Св. Седмочисленици, здание каквото във всичката България второ няма, учуди ни наистина ревността и щедростта на тукашните жители. | “ |

За да бъде здрава сградата откъм реката набиват пилони. На западната стена откъм двора пък е зазидана каменна плоча с елипсовиден надпис, свидетелстващ за родолюбие, щедрост и признателност:
| „ | Въздвигнато с честолюбивото изждивение на ескиджумайските граждани и посветено в памет на Св. Седмочисленици-български просветители. 1863. | “ |

Дядо Славейков е строител – архитект, главен учител, общественик и журналист. В училището, което се води главно (тъй като в града съществуват вече четири), има изключителен ред. Въведена е учебна програма. Преподават се български език, гръцки език, турски език, аритметика, история, география.
Тъй като учителите се подбират много старателно през учебната 1863/1864 г. работи и Георги Живков – възрожденски учител, а след Освобождението министър на Просвещението и регент, заедно със Стефан Стамболов.
Жителите на Ески Джумая са били жадни за знания и култура. Според едно изследване на н. у. Симеон Донев (бивш директор на I СОУ) в периода от 1845 до 1877 г. са доставени или абонирани 38 заглавия на книги и вестници. През 1865 г. в 84 екземпляра е доставена „Пълна математика и физическа география“ от Сп. Грамадов. Учебниците са използвани в класното училище. Сава Геренов пък съставя „Лесна метода за първоначалните ученици“ (1872 г.). Едно голямо име за търговищкото просветно дело е Михаил Радославов – даскал Матю. През 1872 г. учителства учителят Ст. Робов (Робовски).
Училището многократно, съобразно конюнктурата на времето е променяло своето име както следва:
- 1907 – 1915 г.: Смесена прогимназия и смесена гимназия „Свети Седмочисленици“
- 1916 – 1928 г.: Общинска начална гимназия
- 1928 – 1938 г.: Общинска непълна смесена гимназия
- 1939 – 1946 г.: Пълна смесена гимназия „Свети Седмочисленици“
- От 1947 г. името на училището е променено на Средно смесено „Георги Димитров“
- През 1958 г. към училището се присъединява и училище „Лиляна Димитрова“
- От 11 октомври 1959 г. до 1970 г. носи името Политехническа гимназия „Георги Димитров“
- От 1970 г. до 1980 г. – Първо единно средно политехническо училище „Георги Димитров“.

## Възпитаници
Някой сред по-известните възпитаници на училището са (подредени по дата на раждане):
- Любен Герасимов (1906 – ?), български дипломат и политик от БКП
- Петър Стъпов (1910 – 1992), български учител, писател, читалищен деец, редактор на периодични литературни издания
- Титко Черноколев (1910 – 1965), български академик и политик от БКП
- Николай Зидаров (1921 – 2007), български поет и детски писател
- Стефан Великов (1924 – 1998), български историк и публицист
- Ганчо Папуров (1928 – 2018), професор по медицина
- Михаил Бъчваров (1936 – 2009), български лекоатлет
- Климент Денчев (1939 – 2009), български актьор
- Петя Цолова (р. 1939), българска писателка и журналистка
- Жечо Ганев (р. 1951), български учен–инженер